# Alfredo Barba Hernández
Alfredo Barba Hernández (Tepatitlán de Morelos, Jalisco, 12 de mayo de 1944) es un político y sindicalista mexicano, miembro del Partido Revolucionario Institucional (PRI). Ha sido presidente municipal de San Pedro Tlaquepaque y en tres ocasiones diputado federal.

## Biografía
Realizó sus estudios básicos en la Escuela Hidalgo de Tepatitlán de Morelos. Desde inicios de su vida laboral se involucró en la actividad sindical, donde desarrollaría toda su carrera política, de 1958 a 1960 laboró en la Lechera Pureza y en 1960 en la Lechera Guadalajara. Miembro del PRI desde 1962, en 1964 fue coordinador de la organización obrera Francisco Silva Romero perteneciente a la Federación Regional de Obreros y Campesinos de Jalisco (FROC), miembro a su vez de la Confederación Revolucionaria de Obreros y Campesinos (CROC).
Fue consejero municipal y estatal del PRI, así como secretario de Habitación Obrera y Campesina; y de Formación de Cuadros Políticos del comité nacional de la CROC. De 1974 a 1977 y de 1977 a 1980 fue en dos ocasiones diputado suplente al Congreso del Estado de Jalisco sin haber llegado a ejercer nunca como diputado titular. De 1980 a 1982 fue regidor al ayuntamiento de Tlaquepaque presidido por Salvador Orozco Loreto, el último año fue elegido secretario general del Sindicato Nacional Textil del Ramo de la Costura.
En 1982 fue postulado candidato del PRI a diputado federal por el Distrito 18 de Jalisco, resultando elegido para la LII Legislatura que concluyó en 1985. En las elecciones estatales de 1985 es postulado a su vez candidato a diputado local, por el Distrito 18 local, resultando elegido para la LI Legislatura del Congreso del Estado de 1986 a 1989.
En las elecciones estatales de 1989 es candidato del PRI a presidente municipal de Tlaquepaque, siendo elegido, asumió el cargo para periodo del 1 de enero de 1989 al 31 de diciembre de 1991. Pidió licencia al cargo antes de su conclusión en 1991 para ser nuevamente candidato a diputado federal por el Distrito 18 de Jalisco, resultando elegido para la LV Legislatura que tuvo término en 1994, y en la que fue integrante de la comisión de Artesanías.
En 1995, en el proceso electoral de dicho año fue postulado por segunda ocasión candidato del PRI a presidente municipal de Tlaquepaque, pero resultó derrotado por su contrincante del PAN Marcos Rosas Romero, aunque fue elegido regidor, ejerciendo de dicho año a 1997. En las elecciones de 2003 fue coordinador de la campaña de Miguel Castro Reynoso a la presidencia municipal de Tlaquepaque que logró ser elegido.
En 2006 fue elegido por tercera ocasión diputado federal postulado por la Alianza por México, pero en esta ocasión por el principio de representacío proporcional a la LX Legislatura que concluyó en 2009. En 2007 fue elegido dirigente de la FROC en Jalisco y reelegido sucesivamente hasta 2018.
Su hijo, Alfredo Barba Mariscal, fue presidente municipal de San Pedro Tlaquepaque de 2012 a 2015.